# 政府関係機関
政府関係機関（せいふかんけいきかん）とは、特別の法律によって設立された全額政府出資の法人で、その予算は、一般会計予算や特別会計予算と一体として、国会の議決を必要とする機関である。これらの機関は、企業的な経営によって効率的な運営が行えるよう省庁とは独立した機関になっている。
政府関係機関は、2006年度までは6公庫2銀行（国民生活金融公庫、住宅金融公庫、農林漁業金融公庫、中小企業金融公庫、公営企業金融公庫、沖縄振興開発金融公庫、日本政策投資銀行、国際協力銀行）だったが、2006年3月31日に住宅金融公庫が廃止されたのに伴い、2007年度には5公庫2銀行となった。
2008年10月以降は、簡素で効率的な政府を実現するための行政改革の推進に関する法律（行政改革推進法）で定められた政策金融改革により、沖縄振興開発金融公庫、株式会社日本政策金融公庫、株式会社国際協力銀行、独立行政法人国際協力機構有償資金協力部門のみとなる。
政策金融機関と混同されやすいが、政府関係機関は予算について国会の議決を必要とするなどの点で異なる。商工組合中央金庫（商工中金）は政府関係機関ではない。また、政府関係機関だった住宅金融公庫の承継機関である独立行政法人住宅金融支援機構は政府関係機関ではない。